# Mazières-en-Gâtine
 Mazières-en-Gâtine  es una población y comuna francesa, situada en la región de Poitou-Charentes, departamento de Deux-Sèvres, en el distrito de Parthenay y cantón de Mazières-en-Gâtine.

## Demografía
| 935 | 902 | 894 | 948 | 874 | 874 | 914 |
| Para los censos de 1962 a 1999 la población legal corresponde a la población sin duplicidades (Fuente: INSEE [Consultar]) |     |     |     |     |     |     |